# 祖母暴龍屬
祖母暴龍屬（學名：Aviatyrannis）是暴龍超科下的一個屬，生活於晚侏羅紀啟莫里階的葡萄牙。牠是由奧利佛·勞赫（Oliver Rauhut）於2003年所命名。

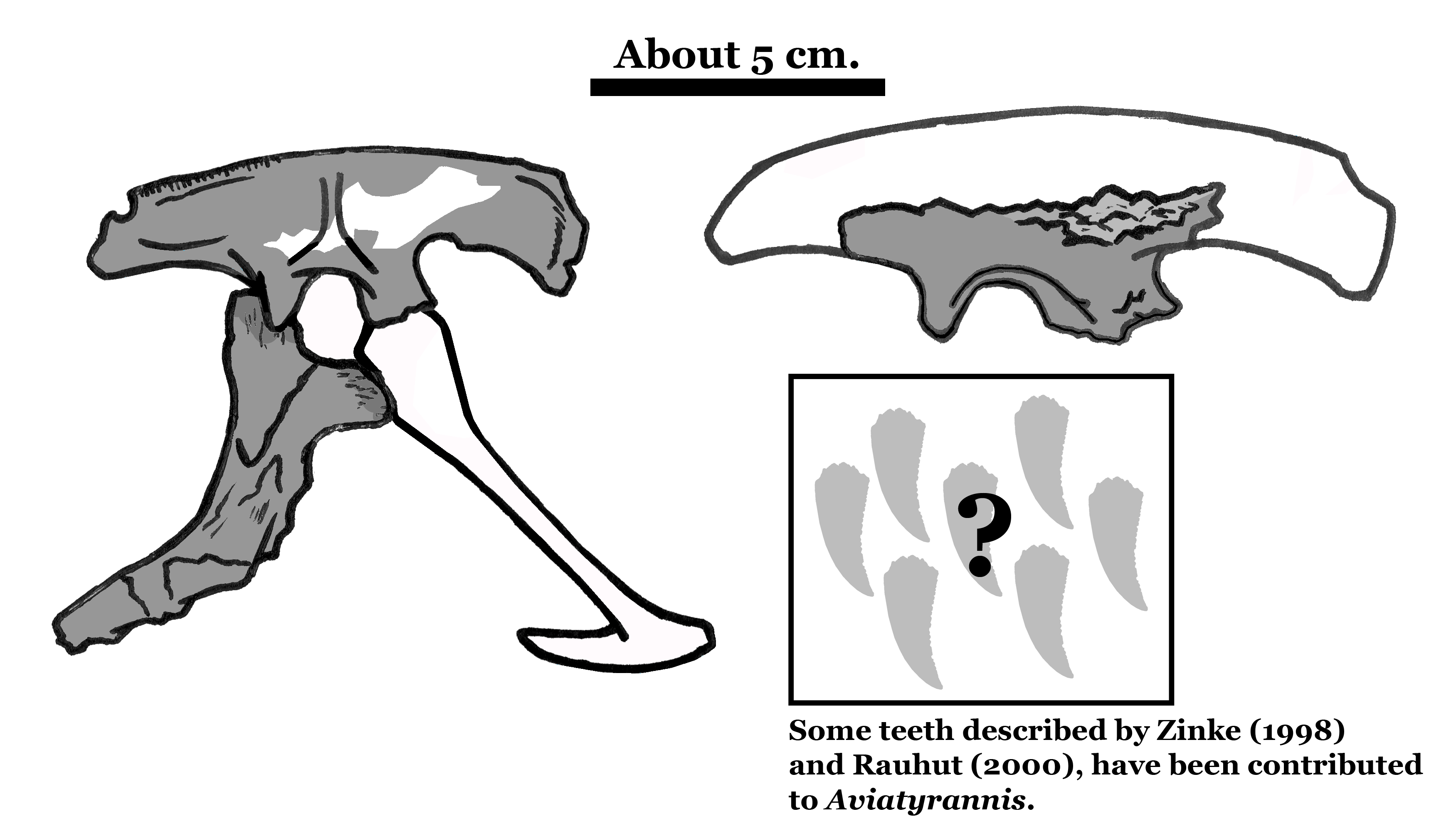
祖母暴龍的化石

在2000年，奧利佛·勞赫（Oliver Rauhut）在葡萄牙萊里亞區的Guimarota褐煤礦坑，發現這些早期暴龍超科的化石。勞赫最初將這些化石分類在美國的史托龍之內，標名為史托龍的未命名標本（Stokesosaurus sp.），但是牠們化石的破碎狀態令人懷疑牠們的共同性。在2003年，勞赫重新研究後，發現這些化石的獨特特徵，建立為新屬祖母暴龍（Aviatyrannis）。模式種是侏羅祖母暴龍（A. jurassica），屬名意思是「暴龍祖母」，種名則意指「侏羅紀」。勞赫另外提出，美國的某些史托龍化石可能屬於祖母暴龍。
正模標本（編號IPFUB Gui Th 1）是一塊右腸骨，發現於阿爾科巴薩組地層，地質年代約1億5500萬年前，相當於晚侏儸紀的啟莫里階早期。一塊部分右腸骨（編號IPFUB Gui Th 2）、一塊右坐骨（編號IPFUB Gui Th 3）也被歸類於祖母暴龍。這兩塊來自於較大型個體。除此之外，Jens Zinke在1998年發現的3顆前上頜骨牙齒（編號IPFUB GUI D 89-91）、13顆上頜骨與齒骨的牙齒（編號IPFUB GUI D 174-186），目前也被歸類於祖母暴龍
就像其他早期暴龍，祖母暴龍的體型較小型。正模標本（編號IPFUB Gui Th 1）是一塊只有90公分的腸骨，可能屬於未成年個體。在2010年，葛瑞格利·保羅（Gregory S. Paul）推測這標本的完整身長小於約1公尺，體重約5公斤。這塊腸骨延長而扁平，臀部關節的外側有垂直稜脊，是種典型的暴龍超科特徵。前上頜骨牙齒的橫剖面呈D狀。上頜骨、齒骨牙齒延長，前段成彎曲狀，前後側有垂直小齒狀邊緣。上頜骨、齒骨牙齒的基部橫剖面呈橢圓狀，齒冠的橫剖面較為扁平。
奧利佛·勞赫在命名祖母暴龍時，將牠們歸類於暴龍超科的基礎物種。祖母暴龍是最早的暴龍類之一，而年代最古老的可能是原角鼻龍、冠龍、或是髂鱷龍
。祖母暴龍可能與另一種古代暴龍類生存於相同時代：美國的史托龍。

## 外部連結
- See entry on Aviatyrannis at DinoData (registration required, free) （页面存档备份，存于）.